# Associazione Calcio Fiorentina 1979-1980
Questa voce raccoglie le informazioni riguardanti l'Associazione Calcio Fiorentina nelle competizioni ufficiali della stagione 1979-1980.

## Stagione

Uno spettacolare intervento di Giovanni Galli a sventare un tentativo del milanista Romano, nella gara di campionato al Comunale del 9 marzo 1980 (1-1).

Questa stagione non inizia nel migliore dei modi per la squadra viola, sia per la morte del presidente Rodolfo Melloni colto da un malore, sia per la campagna acquisti praticamente nulla, nonché per i risultati, tanto in campionato quanto in Coppa Italia.
La squadra ha una reazione e fa un buon finale del girone di andata ed un ottimo girone di ritorno, guidata da un sempre più leader Giancarlo Antognoni che con 8 reti è anche il capocannoniere dei viola,  risalendo fino al secondo posto in graduatoria, grazie a 16 risultati utili consecutivi, ma non riuscendo comunque a raggiungere l'Inter campione e perdendo le due ultime decisive partite.
Le ultime due sconfitte pregiudicano la classifica che si chiude al sesto posto, un risultato che comunque viene ben accolto, soprattutto dopo il bruttissimo inizio.
In Coppa Italia la Fiorentina viene eliminata subito al primo turno, giungendo seconda per differenza reti, nel terzo girone vinto dalla Ternana.

## Organigramma societario
Area direttiva
- Presidente: Enrico Martellini
- Segretario: Raffaele Righetti

Area tecnica
- Direttore sportivo: Franco Manni
- Allenatore: Paolo Carosi
- Allenatore in seconda: Pietro Biagioli
- Allenatore Primavera: Nené

Area sanitaria
- Medico sociale: Franco Latella
- Massaggiatore: Ennio Raveggi

## Rosa
| N. |                   | Ruolo | Calciatore                     |
| -- | ----------------- | ----- | ------------------------------ |
|    | Italia (bandiera) | P     | Giovanni Galli                 |
|    | Italia (bandiera) | P     | Giuseppe Pellicanò             |
|    | Italia (bandiera) | P     | Emanuele Checchi               |
|    | Italia (bandiera) | D     | Armando Ferroni                |
|    | Italia (bandiera) | D     | Roberto Galbiati               |
|    | Italia (bandiera) | D     | Giancarlo Galdiolo             |
|    | Italia (bandiera) | D     | Giovanni Guerrini              |
|    | Italia (bandiera) | D     | Giuseppe Lelj                  |
|    | Italia (bandiera) | D     | Marco Marchi                   |
|    | Italia (bandiera) | C     | Giancarlo Antognoni (capitano) |
|    | Italia (bandiera) | C     | Luciano Bruni                  |
|    | Italia (bandiera) | D     | Alessio Tendi                  |

| N. |                   | Ruolo | Calciatore          |
| -- | ----------------- | ----- | ------------------- |
|    | Italia (bandiera) | C     | Antonio Di Gennaro  |
|    | Italia (bandiera) | C     | Andrea Orlandini    |
|    | Italia (bandiera) | C     | Maurizio Restelli   |
|    | Italia (bandiera) | C     | Luigi Sacchetti     |
|    | Italia (bandiera) | C     | Alessandro Zagano   |
|    | Italia (bandiera) | A     | Giovanni Bruzzone   |
|    | Italia (bandiera) | A     | Claudio Desolati    |
|    | Italia (bandiera) | A     | Dino Pagliari       |
|    | Italia (bandiera) | A     | Claudio Ricciarelli |
|    | Italia (bandiera) | A     | Ezio Sella          |
|    | Italia (bandiera) | A     | Guglielmo Coppola   |

## Risultati

### Serie A

#### Girone di andata
| Arbitro: | Prati (Parma) |

|              |           |              |
| Pagliari 17’ | Marcatori | 85’ Ulivieri |

| Arbitro: | Casarin (Milano) |

|                               |           |  |
| Giordano 12’ Garlaschelli 90’ | Marcatori |  |

| Firenze 30 settembre 1979 3ª giornata | Fiorentina         | 0 – 0 | Napoli | Stadio Comunale\| Arbitro: \| Michelotti (Parma) \| |
| Arbitro:                              | Michelotti (Parma) |       |        |                                                     |

| Arbitro: | Longhi (Roma) |

|                   |           |              |
| Zagano 40’ (aut.) | Marcatori | 84’ Galbiati |

| Arbitro: | Benedetti (Roma) |

|                        |           |  |
| Pagliari 13’ Bruni 45’ | Marcatori |  |

| Arbitro: | Menegali (Roma) |

|                       |           |              |
| Mastropasqua 15’, 67’ | Marcatori | 86’Antognoni |

| Arbitro: | Reggiani (Bologna) |

|                               |           |  |
| Sella 14’, 25’ Di Gennaro 77’ | Marcatori |  |

| Arbitro: | Lattanzi (Roma) |

|                                   |           |  |
| Maldera 37’ Di Gennaro 42’ (aut.) | Marcatori |  |

| Arbitro: | Ciulli (Roma) |

|              |           |  |
| Bellotto 60’ | Marcatori |  |

| Firenze 25 novembre 1979 10ª giornata | Fiorentina    | 0 – 0 | Perugia | Stadio Comunale\| Arbitro: \| Prati (Parma) \| |
| Arbitro:                              | Prati (Parma) |       |         |                                                |

| Arbitro: | Panzino (Catanzaro) |

|                               |           |             |
| Di Bartolomei 25’, 72’ (rig.) | Marcatori | 6’ Desolati |

| Arbitro: | Longhi (Roma) |

|                           |           |               |
| L. Piras 58’ Selvaggi 65’ | Marcatori | 84’ Antognoni |

| Arbitro: | Michelotti (Parma) |

|                                        |           |  |
| Antognoni 45’, 49’ (rig.) Guerrini 59’ | Marcatori |  |

| Milano 30 dicembre 1979 14ª giornata | Inter          | 0 – 0 | Fiorentina | Stadio San Siro\| Arbitro: \| Pieri (Genova) \| |
| Arbitro:                             | Pieri (Genova) |       |            |                                                 |

| Arbitro: | Benedetti (Roma) |

|                         |           |             |
| Sacchetti 19’ Tendi 29’ | Marcatori | 39’ Bettega |

#### Girone di ritorno
| Arbitro: | Mattei (Macerata) |

|                 |           |                              |
| Pianca 15’, 80’ | Marcatori | 27’ Antognoni 57’ Di Gennaro |

| Firenze 20 gennaio 1980 17ª giornata | Fiorentina    | 0 – 0 | Lazio | Stadio Comunale\| Arbitro: \| Prati (Parma) \| |
| Arbitro:                             | Prati (Parma) |       |       |                                                |

| Napoli 27 gennaio 1980 18ª giornata | Napoli        | 0 – 0 | Fiorentina | Stadio San Paolo\| Arbitro: \| Ciulli (Roma) \| |
| Arbitro:                            | Ciulli (Roma) |       |            |                                                 |

| Arbitro: | Menegali (Roma) |

|             |           |  |
| Pagliari 1’ | Marcatori |  |

| Arbitro: | Agnolin (Bassano del Grappa) |

|               |           |                             |
| Prestanti 52’ | Marcatori | 54’ Sella 67’ E. Pellegrini |

| Firenze 24 febbraio 1980 21ª giornata | Fiorentina     | 0 – 0 | Bologna | Stadio Comunale\| Arbitro: \| Pieri (Genova) \| |
| Arbitro:                              | Pieri (Genova) |       |         |                                                 |

| Arbitro: | Casarin (Milano) |

|  |           |               |
|  | Marcatori | 16’ Sacchetti |

| Arbitro: | Reggiani (Bologna) |

|                   |           |                     |
| Chiodi 44’ (aut.) | Marcatori | 79’ (aut.) Desolati |

| Arbitro: | Longhi (Roma) |

|                                 |           |               |
| Desolati 46’, 89’ Antognoni 67’ | Marcatori | 38’ Scanziani |

| Arbitro: | Agnolin (Bassano del Grappa) |

|           |           |                        |
| Bagni 45’ | Marcatori | 34’ Sella 64’ Desolati |

| Arbitro: | Barbaresco (Cormons) |

|                                        |           |            |
| Antognoni 3’, 15’ Santarini 39’ (aut.) | Marcatori | 74’ Pruzzo |

| Arbitro: | Benedetti (Roma) |

|           |           |              |
| Tendi 90’ | Marcatori | 80’ L. Piras |

| Arbitro: | Agnolin (Bassano del Grappa) |

|  |           |                                  |
|  | Marcatori | 14’ Desolati 31’ (aut.) Cattaneo |

| Arbitro: | Lattanzi (Roma) |

|  |           |                               |
|  | Marcatori | 6’ Oriali 39’ (aut.) Restelli |

| Arbitro: | Pieri (Genova) |

|                                             |           |  |
| Fanna 7’ Cl. Gentile 52’ Bettega 60’ (rig.) | Marcatori |  |

### Coppa Italia

#### Primo turno
| 22 agosto 1979 1ª giornata |  | – Turno riposo Fiorentina |  |  |

| Arbitro: | G.Panzino (Catanzaro) |

|                      |           |  |
| Antognoni 69’ (rig.) | Marcatori |  |

| Terni 2 settembre 1979, ore 17:30 CEST 3ª giornata | Ternana       | 0 – 0 referto | Fiorentina | Stadio Libero Liberati\| Arbitro: \| Longhi (Roma) \| |
| Arbitro:                                           | Longhi (Roma) |               |            |                                                       |

| Arbitro: | Pieri (Genova) |

|                               |           |              |
| De Ponti 17’, 48’ (rig.), 78’ | Marcatori | 75’ Pagliari |

| Arbitro: | Barbaresco (Cormons) |

|          |           |  |
| Lelj 22’ | Marcatori |  |

## Statistiche

### Statistiche di squadra
| Competizione | Punti | In casa | In casa | In casa | In casa | In casa | In casa | In trasferta | In trasferta | In trasferta | In trasferta | In trasferta | In trasferta | Totale | Totale | Totale | Totale | Totale | Totale | DR |
| Competizione | Punti | G       | V       | N       | P       | Gf      | Gs      | G            | V            | N            | P            | Gf           | Gs           | G      | V      | N      | P      | Gf     | Gs     | DR |
| ------------ | ----- | ------- | ------- | ------- | ------- | ------- | ------- | ------------ | ------------ | ------------ | ------------ | ------------ | ------------ | ------ | ------ | ------ | ------ | ------ | ------ | -- |
| Serie A      | 33    | 15      | 7       | 7       | 1       | 20      | 8       | 15           | 4            | 4            | 7            | 13           | 19           | 30     | 11     | 11     | 8      | 33     | 27     | +6 |
| Coppa Italia | 5     | 2       | 2       | 0       | 0       | 2       | 0       | 2            | 0            | 1            | 1            | 1            | 3            | 4      | 2      | 1      | 1      | 3      | 3      | 0  |
| Totale       |       | 17      | 9       | 7       | 1       | 22      | 8       | 17           | 4            | 5            | 8            | 14           | 22           | 34     | 13     | 12     | 9      | 36     | 30     | +6 |

### Statistiche dei giocatori
A completamento delle statistiche sono da considerare 3 autogol a favore dei viola in campionato. 
| Giocatore      | Serie A  | Serie A | Coppa Italia | Coppa Italia | Totale   | Totale |
| Giocatore      | Presenze | Reti    | Presenze     | Reti         | Presenze | Reti   |
| -------------- | -------- | ------- | ------------ | ------------ | -------- | ------ |
| G. Antognoni   | 30       | 8       | 4            | 1            | 34       | 9      |
| L. Bruni       | 14       | 1       | 2            | 0            | 16       | 1      |
| G. Bruzzone    | 1        | 0       | 0            | 0            | 1        | 0      |
| E. Checchi     | 0        | -0      | 0            | -0           | 0        | -0     |
| G. Coppola     | 0        | 0       | 0            | 0            | 0        | 0      |
| C. Desolati    | 19       | 5       | 0            | 0            | 19       | 5      |
| A. Di Gennaro  | 11       | 2       | 1            | 0            | 12       | 2      |
| A. Ferroni     | 21       | 0       | 0            | 0            | 21       | 0      |
| R. Galbiati    | 27       | 1       | 4            | 0            | 31       | 1      |
| G. Galdiolo    | 1        | 0       | 0            | 0            | 1        | 0      |
| G. Galli       | 30       | -27     | 4            | -3           | 34       | -30    |
| G. Guerrini    | 16       | 1       | 0            | 0            | 16       | 1      |
| G. Lelj        | 20       | 0       | 4            | 1            | 24       | 1      |
| M. Marchi      | 1        | 0       | 0            | 0            | 1        | 0      |
| A. Orlandini   | 26       | 0       | 4            | 0            | 30       | 0      |
| D. Pagliari    | 21       | 3       | 3            | 1            | 24       | 4      |
| G. Pellicanò   | 0        | -0      | 0            | -0           | 0        | -0     |
| C. Ricciarelli | 0        | 0       | 2            | 0            | 2        | 0      |
| M. Restelli    | 25       | 0       | 4            | 0            | 29       | 0      |
| L. Sacchetti   | 26       | 2       | 4            | 0            | 30       | 2      |
| E. Sella       | 20       | 4       | 3            | 0            | 23       | 4      |
| A. Tendi       | 27       | 2       | 4            | 0            | 31       | 2      |
| A. Zagano      | 15       | 0       | 4            | 0            | 19       | 0      |

## Giovanili

### Piazzamenti
La Fiorentina allenata da Nené vince il Campionato Primavera per la seconda volta, la Coppa Italia Primavera e il Torneo Internazionale S. Teresa di Gallura.